# 連恩·豪利特
利亚姆·保罗·帕里斯·豪利特（英語：Liam Paul Paris Howlett，1971年8月21日—），是英国唱片制作人、音乐家、唱片骑师（DJ）、词曲作者，英国电子乐队超凡乐团的联合创始人和领导者。

## 事业
豪利特出生在布伦特里，埃塞克斯，英国。
他童年接受过古典钢琴训练。在14岁时，他用他的卡带播放暂停键混合从收音机录制的歌曲。当他开始在布伦特里的亚历克亨特上高中时，受嘻哈音乐和文化影响。他学了霹雳舞，当时他被称为“纯粹城市霹雳”（The Pure City Breakers），并DJ了他的第一支乐队“Cut 2 Kill”。乐队首演后他便离开了乐队开始写他自己的音乐。
他开始接触到锐舞电子舞曲音乐并在1989年参加了首次电子舞曲派对。

## 超凡乐团（The Prodigy）
周末的时候，他去了所有的电子舞曲酒吧和俱乐部，当那些场所在清晨后，那些电子舞曲追随者们会去沙滩上听連恩在面包车里DJ最新的电子舞曲。有一天，基斯·弗林特走近他，问連恩是否可以为他做一些音乐混音。当利亚姆曾做过混音，在連恩制作完成给齐斯后的一天晚上，当基思和李罗伊·桑希尔从电子舞曲派对回来后，他们偶尔把連恩给他们的混音磁带翻到B面（此面被名为“The Prodigy”使用穆格合成器）想听一些連恩自己弄的电子音乐，并完全对連恩的音乐着迷。他们两人决再次找到連恩并问他时候想与他们一同表演，連恩在舞台上DJ表演的同时由基思·弗林特和李罗伊·桑希尔一起在舞台跳舞。連恩同意了这个想法，超凡乐团从那时起诞生了。超凡乐团（The Prodigy）的名字来自音乐合成器Moog Prodigy（穆格神童）。連恩与英国领先的电子音乐唱片公司XL签约，XL的老板Nick Halkes听过几首他们的电子舞曲单曲后在1991年超凡乐团正式首次亮相。

## 个人生活
在业余时间，連恩酷爱滑板滑雪，他也是恐怖电影的粉丝。他曾经拥迈凯伦F1超级跑车，底盘23#全世界仅有的106辆中的1辆。他后来把它卖给前F1车手和车队老板保罗·斯图尔特，因为他觉得迈凯伦开起来太紧张了。